# Eulogiusz (Stambołdżiew)
Eulogiusz, imię świeckie Bożidar Stojanow Stambołdżiew (ur. 16 czerwca 1954 w Sofii) – bułgarski biskup prawosławny. 

## Życiorys
Ukończył szkołę malarską w Sofii. Następnie rozpoczął naukę w 1975 w seminarium duchownym w tym samym mieście, ukończył je w 1979. 14 kwietnia tego samego roku złożył wieczyste śluby mnisze w Monasterze Rilskim. Pięć dni później został wyświęcony na hierodiakona. W 1980 wyjechał do ZSRR na studia w Moskiewskiej Akademii Duchownej, gdzie po dwóch latach obronił dysertację kandydacką poświęconą Bułgarskiemu Kościołowi Prawosławnemu w rosyjskiej prasie cerkiewnej II poł. XIX w. i pocz. XX w. W 1982 biskup dmitrowski Włodzimierz wyświęcił go w akademickiej cerkwi Opieki Matki Bożej na kapłana.
Po powrocie do Bułgarii objął obowiązki protosyngla metropolii sliweńskiej. W 1982 otrzymał godność archimandryty. Od czerwca do grudnia 1986 wykładał liturgikę w seminarium duchownym w Sofii oraz pełnił obowiązki zastępcy jego rektora, był także przełożonym Monasteru Czerepiskiego. Od grudnia 1986 do listopada 1987 był protosynglem metropolii dorostolsko-czerweńskiej, następnie od grudnia 1987 do czerwca 1989 – metropolii widyńskiej i od 1989 do 1990 – metropolii sofijskiej.
W czerwcu 1990 objął stanowisko rektora seminarium duchownego w Płowdiwie. 18 października 1998 został wyświęcony na biskupa adrianopolskiego, w soborze św. Aleksandra Newskiego w Sofii. W 2001 był jednym z kandydatów na metropolitę łoweckiego po śmierci metropolity Grzegorza, ostatecznie jednak urząd objął dotychczasowy biskup makariopolski Gabriel. Rektorem seminarium pozostawał do 2005, w wymienionym roku mianowano go przełożonym Monasteru Rilskiego.